# Richard David Hughes
Richard David Hughes (8 de setembro de 1975, Gravesend, Kent) é um músico britânico, baterista da banda Keane.

## Biografia
Richard David Hughes estudou na escola Tonbridge School e era amigo de Tim Rice-Oxley e de Dominic Scott. 
Aprendeu a tocar bateria aos 17 anos e junou-se a Tim e Dominic quando montaram uma pequena banda chamada "The Lotus Eaters" (que tocava covers de U2, Oasis e The Beatles) em 1995. 
Em 1997 eles mudaram o nome da banda para "keane", e que antes se chamou também Cherry Keane. Mais tarde convidaram o atual vocalista da banda Tom Chaplin, porém Richard não estava de acordo com isso inicialmente, afirmando: "a idéia de dar um microfone a alguém que já era a pessoa mais barulhenta que eu conhecia, não era algo em que eu estava particularmente interessado." No entanto, com a saída de Dominic e a vinda de Thomas Oliver Chaplin, a banda decolou rumo ao sucesso. 
Atualmente a banda Keane não tem feito shows e Tom Chaplin segue carreira solo. Ele e Richard, além de Tim, são pais. 
Richard e Tom fizeram algumas apresentações, juntos, esporadicamente.
Richard estudou na University College London, onde se formou em Geografia. Ele arrumou um emprego como secretário na BBC para sustentar a si  e a  banda. Tom e Tim dividiram um flat na Upper Clapton Road, em Londres. Richard também teve um emprego como professor substituto por algum tempo.
Depois de uma excursão abrindo o show do U2, em 2005, ele mudou o seu estilo de tocar porque Larry Mullen Jr. disse a ele que iria prejudicar as costas se ele continuasse a tocar daquele jeito.[carece de fontes?]